# 玉家湾镇
玉家湾镇，是中华人民共和国陕西省延安市子长市下辖的一个乡镇级行政单位。

## 行政区划
玉家湾镇下辖以下地区：
玉家湾村、阳岸村、老圪塔村、墩焉村、枣林庄村、宜家坪村、折张家河村、黄家川村、杨家沟村、马家沟村、赵家台村、张家河村、柳树沟村、肖家河村、郝家峁村、刘来沟村、王家沟村、古家河村、路家坪村、峁底村、景家坪村、黑窑沟村、新窑湾村、刘家沟村、桥沟村、席子沟村、苏家焉村、张家焉村、贺家湾村和路家寺村。